# Syzeton burgeoni
Syzeton burgeoni es una especie de coleóptero de la familia Aderidae.

## Distribución geográfica
Habita en la República Democrática del Congo.